# Persicaria hispida
Persicaria hispida är en slideväxtart som först beskrevs av Carl Sigismund Kunth, och fick sitt nu gällande namn av Gómez de la Maza. Persicaria hispida ingår i släktet pilörter, och familjen slideväxter. Inga underarter finns listade i Catalogue of Life.